# Арне Дункан
Арне Дункан (англ. Arne Duncan; нар. 6 листопада 1964) — американський політик, освітній діяч, міністр освіти США з 2009 по 2016 рік.

## Ранні роки життя
Арне Дункан народився 6 листопада 1964 року. Перші роки свого життя провів у чиказькому районі Гайд-Парк, де міститься Чиказький університет. Його батько Старкі Девіс Дункан (англ. Starkey Davis Duncan) був професором цього університету, а мати Сьюзен Ґудріч (уроджена Мортон; англ. Susan Goodrich (Morton)) мала власний дитячий центр. Дункан має норвезькі, шотландські, німецькі, шведські і англійські корені; його прапрапрадід за материною лінією Міло Ґудріч був членом Палати представників США.
Зростаючи, Арне проводив багато часу в материному дитячому центрі, граючись і займаючись з тамтешніми вихованцями. Друзями його дитинства були актор Майкл Кларк Дункан, співак R. Kelly, бізнесмен Джон Роджерс. Дункан відвідував школу при Чиказькому університеті, а згодом вступив до Гарвардський університет, який закінчив 1987 року зі ступенем бакалавра соціології; був нагороджений відзнакою magna cum laude. Написав дипломну роботу на тему «Цінності, прагнення і можливості нижчих міських прошарків суспільства» (англ. The values, aspirations and opportunities of the urban underclass).
В університеті Дункан грав у баскетбольній команді, був її співкапітаном. З 1987 по 1991 роки виступав з командою на професійному рівні в Австралії.

## Кар'єра
У 1992 році інвестиційний банкір Джон Роджерс, друг дитинства Дункана, призначив його директором програми Ariel Education Initiative, яка була покликана допомогти дітям однієї з найгірших шкіл Чикаго отримати шкільну освіту і навчатися далі. Після закриття школи в 1996 році Роджерс і Дункан зіграли важливу роль у її повторному відкритті. У 1999 році Дункан став заступником Пола Валласа, генерального директора Chicago Public Schools; а через два роки мер Чикаго Річард Дейлі призначив його директором. Діяльність Дункана на цій посаді отримала суперечливі оцінки: до здобутків зараховують покращення результатів школярів; однак деякі журналісти негативно ставляться до закриття районних школярів і надмірної, на їхню думку, мілітаризації шкіл.
20 січня 2009 року Сенат США затвердив призначення Бараком Обамою Арне Дункана на посаду міністра освіти. Серед іншого, міністр займався реформою державних шкіл, зокрема збільшенням їхньої кількості і виділенням додаткових коштів із федерального бюджету. Він займався реалізацією закону «Жодної дитини, що відстає» (англ. No Child Left Behind Act).
У 2014 році Дункан зіткнувся із гострою критикою з боку Національної освітньої асоціації, найбільшої профспілки вчителів у США, яка висловила йому недовіру і висунула вимогу його відставки. У жовтні 2015 року Арне Дункан оголосив про свою відставку до кінця року. Наступником Дункана на посаді міністра 1 січня 2016 року став його заступник Джон Кінг.

## Особисте життя
В Австралії Арне Дункан познайомився з своєю нинішньою дружиною Карен Луанн Дункан. Вони живуть в Арлінгтоні (Вірджинія), мають двох дітей — Клер і Раяна.